# 絶品!野田印
絶品!野田印 アイドル特急便（ぜっぴん のだじるし アイドルとっきゅうびん）は、BSフジで放送されていた、アイドルのDVDを紹介するテレビ番組である。
野田義治やかでなれおん、井本みさおがMCを務めていた。